# マックシェイク

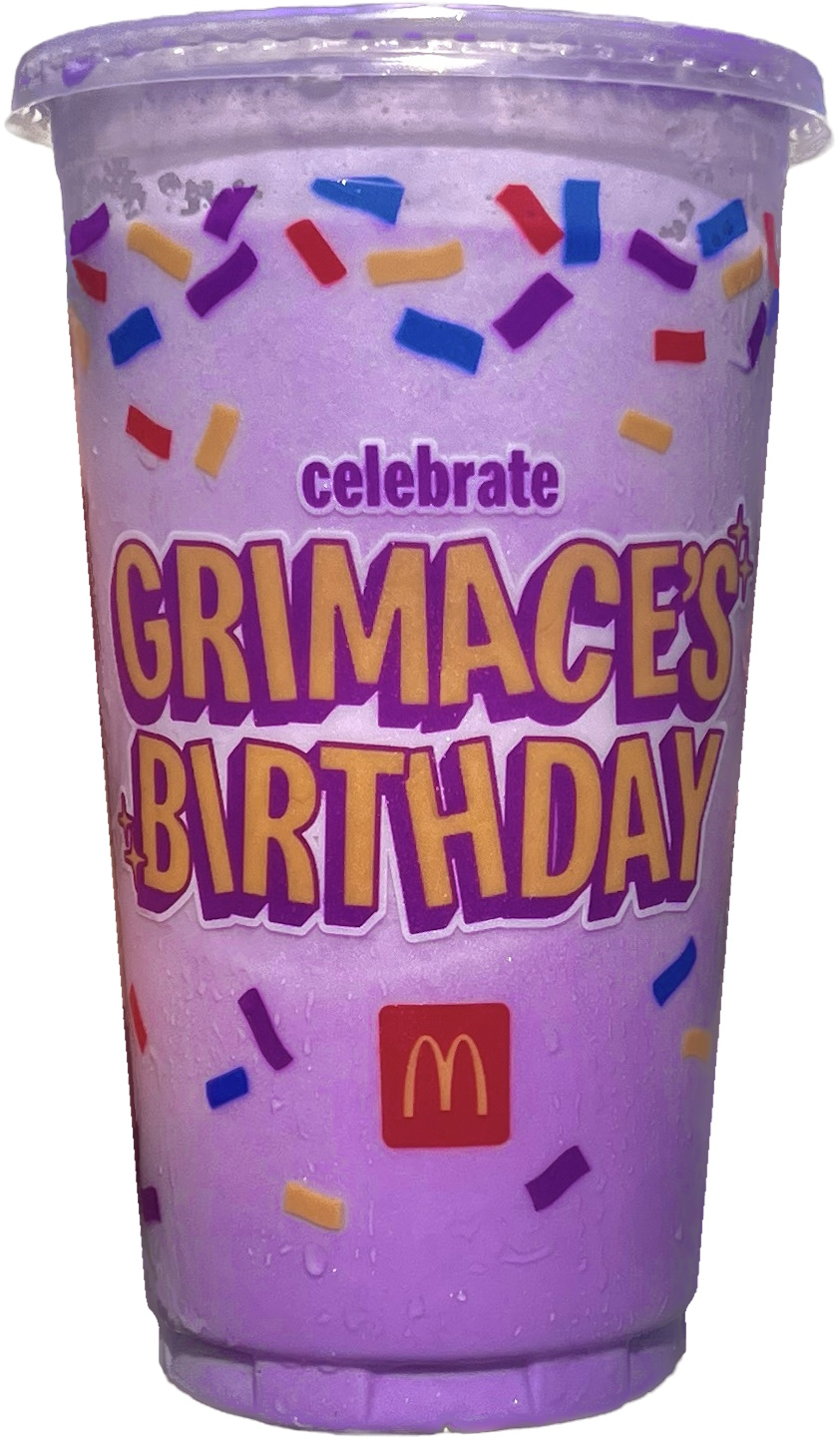
2023年から2024年にかけて世界中で展開されたグリマスシェイク

マックシェイク（McShake）は、ファーストフード店のマクドナルドで販売されているシェイクである。

## 日本
日本のマクドナルドでは2021年の時点で、「バニラ」、「チョコレート」、「ストロベリー」の3種類のマックシェイクが常時販売されている。かつて（1990年代初頭まで）は「ヨーグルト」も常時販売されていた。期間限定フレーバーが発売されることもあり、バナナのように複数回にわたって展開された例や、「森永ミルクキャラメル」のようにマックシェイクのフレーバーが他のメニューにも展開された例もある。
サイズはSサイズが184g、Mサイズが295gである（2018年現在）。
栄養成分は、バニラのSサイズで、エネルギーが209キロカロリー、たんぱく質が4.5g、脂質が2.0gである（2020年現在）。

### 商品開発
マックシェイクが開発された当初は保管用の大型冷蔵庫とシェイクの在庫だけで、店舗面積の25%が占有されるほどの大きさであった。シェイクの濃縮液を自動的にシェイクする装置の導入や容器の見直しなどをはかり、効率化を進めた。
味については、殺菌温度、氷と水の結合度合い、乳化剤・安定剤の混合比率、空気の配合具合などでどれが最適かを調べ、冷たさ・甘さ・のどごし・清涼感からシェイクのおいしさを追求した。
さらにこだわったのがシェイクを飲むときの人間の吸引速度の研究であった。この研究から「母乳を飲む速度」を理想であるとした。これは、母乳のスピードは人間が口の中にものを吸い込むとき最もおいしいと感じると結論づけたためである。
この母乳のスピードを実現するために、通常のストローより一回り大きいストローを使用している。マックシェイク用ストローの内径は0.279±0.002インチ（7.0866±0.05mm）、厚み0.0075±0.0075インチ（0.19±0.19mm）、重さ0.8g±5%と定めている。

### 期間限定商品
| 販売時期                | フレーバー                                    | 備考 | 脚注          |
| ----------------------- | --------------------------------------------- | --- | ------------- |
| 1981年6月18日〜7月11日  | バナナ                                        | |               |
| 1983年7月1日〜7月17日   | ブルーベリー                                  | このころ「マックシェイクスコール」キャンペーンが組まれた。 |               |
| 1983年7月18日〜7月31日  | チェリー                                      | このころ「マックシェイクスコール」キャンペーンが組まれた。 |               |
| 1984年7月6日〜7月22日   | もも                                          | このころ「マックシェイクショー」キャンペーンが組まれた。 |               |
| 1984年7月23日〜8月5日   | バナナ                                        | このころ「マックシェイクショー」キャンペーンが組まれた。 |               |
| 1984年8月20日〜9月2日   | パイナップル                                  | このころ「マックシェイクショー」キャンペーンが組まれた。 |               |
| 1985年 7月5日〜7月21日  | オレンジ                                      | このころ「ダンシングフルーツ」キャンペーンキャンペーンが組まれた。 |               |
| 1985年7月〜             | スイカ                                        | このころ「ダンシングフルーツ」キャンペーンキャンペーンが組まれた。 |               |
| 1985年8月〜             | バナナ                                        | このころ「ダンシングフルーツ」キャンペーンキャンペーンが組まれた。 |               |
| 1985年8月〜             | ピーチ                                        | このころ「ダンシングフルーツ」キャンペーンキャンペーンが組まれた。 |               |
| 1985年〜9月16日         | 青リンゴ                                      | このころ「ダンシングフルーツ」キャンペーンキャンペーンが組まれた。 |               |
| 1986年 7月〜            | メロン                                        | |               |
| 1986年7月〜             | バナナ                                        | |               |
| 1986年8月〜             | コーヒー                                      | |               |
| 1986年8月〜             | グアバ                                        | |               |
| 1986年8月〜             | 青リンゴ                                      | |               |
| 1987年                  | 新型マックシェイク 青リンゴ                   | 青リンゴ味＋青リンゴソース |               |
| 1987年                  | 新型マックシェイク メロン                     | |               |
| 1987年                  | 新型マックシェイク チョコバナナ               | バナナ味＋チョコレートソース |               |
| 1994年 夏               | カスタード                                    | |               |
| 1994年夏                | カプチーノ                                    | |               |
| 1994年 夏               | バナナ                                        | |               |
| 1994年 夏               | ピーチ                                        | |               |
| 1995年夏                | カプチーノ                                    | |               |
| 1995年夏                | バナナ                                        | |               |
| 1995年夏                | 青リンゴ                                      | |               |
| 1997年6月               | メロン                                        | |               |
| 1997年6月               | アーモンドチョコレート                        | |               |
| 1998年6月               | トッピングシェイク                            | マンゴスチン味＋ナタデココ |               |
| 1998年7月               | トッピングシェイク                            | もも味＋ピーチソース |               |
| 1998年8月               | トッピングシェイク                            | ぶどう味＋グレープソース |               |
| 1999年4月26日〜5月9日   | アーモンドチョコレート                        | |               |
| 1999年6月               | 抹茶                                          | |               |
| 1999年7月               | メロン                                        | |               |
| 2000年6月               | 抹茶                                          | |               |
| 2000年10月              | ぶどう                                        | |               |
| 2001年9月               | ぶどう                                        | |               |
| 2003年10月              | ぶどう                                        | |               |
| 2004年                  | バナナ                                        | |               |
| 2004年5月6日〜5月20日   | 抹茶                                          | |               |
| 2004年7月26日〜         | すっきりブルーベリー                          | |               |
| 2004年10月1日〜         | 杏仁娘                                        | |               |
| 2005年 3月18日〜        | すっきりブルーベリー                          | |               |
| 2005年6月17日〜         | 杏仁娘                                        | |               |
| 2005年7月22日〜         | マンゴーリータ                                | |               |
| 2005年8月26日〜         | マスカットジェンヌ                            | |               |
| 2005年9月30日〜         | 桃小町                                        | |               |
| 2006年2月10日〜         | エスプレッソーネ                              | トリノオリンピック記念メニュー | [ 8 ]         |
| 2006年4月7日〜          | 抹茶なでしこ                                  | |               |
| 2006年6月16日〜         | メロンソワ                                    | |               |
| 2006年 7月21日〜        | マンゴーリータ                                | |               |
| 2006年8月〜             | アセロラーラ                                  | |               |
| 2007年3月23日〜4月19日  | カフェラッチェ                                | | [ 9 ]         |
| 2007年5月25日〜         | マンゴーパッション                            | |               |
| 2009年7月17日〜8月13日  | ヨーグルト                                    | | -             |
| 2010年6月17日〜8月下旬  | ヨーグルト                                    | | [ 12 ]        |
| 2010年9月17日〜10月中旬 | バナナ                                        | 日本マクドナルドは利用者からの要望を受けて復活させたとしている | [ 13 ]        |
| 2011年5月27日〜6月下旬  | ヨーグルト                                    | | [ 14 ]        |
| 2011年8月22日〜9月上旬  | バナナ                                        | | [ 15 ]        |
| 2012年3月23日〜4月中旬  | アメリカンチェリー                            | アメリカ産モンランシー種のアメリカンチェリーを使用 | [ 16 ]        |
| 2012年8月3日〜8月下旬   | ヨーグルト                                    | | [ 11 ]        |
| 2012年11月2日〜12月下旬 | バナナ（無果汁）                              | | [ 17 ]        |
| 2013年2月1日〜3月中旬   | ブルーベリー                                  | もぎたてのブルーベリーをイメージした、すっきり甘酸っぱさが楽しめるシェイク | [ 18 ]        |
| 2013年3月22日〜5月中旬  | 抹茶                                          | 緑茶エキスと京都宇治産の抹茶を使用 | [ 19 ]        |
| 2013年5月10日〜6月下旬  | バナナ（無果汁）                              | ミルク風味のマックシェイクの独特な食感と、口いっぱいに広がるバナナの豊かな香りとやさしい甘さ                                                                                        | [ 20 ]        |
| 2013年6月28日〜8月下旬  | ヨーグルト                                    | 「It’s Cool！」キャンペーン第1弾 | [ 21 ]        |
| 2013年8月30日〜10月下旬 | グレープ（無果汁）                            | もぎたての水々しいぶどうをイメージ | [ 22 ]        |
| 2014年3月21日〜4月下旬  | ヨーグルト                                    | 甘酸っぱいヨーグルトの香りに、ミルクたっぷりのクリーミーな舌ざわり | [ 23 ]        |
| 2014年5月7日〜6月上旬   | バナナ（無果汁）                              | | [ 24 ]        |
| 2014年7月2日〜8月中旬   | メロン                                        | | [ 25 ]        |
| 2014年9月10日〜10月下旬 | 紫いも                                        | | [ 26 ]        |
| 2015年2月24日〜3月下旬  | バナナ（無果汁）                              | 「ワールドマック ハワイ」の一環として販売。 当初は2015年3月3日に発売する予定だったが、先行して販売されていた「パイナップルパイ」が好評だったことから、1週間前倒しでの発売となった。 | [ 27 ]        |
| 2015年3月31日〜5月上旬  | さくらんぼ                                    | 果汁には山形県産佐藤錦を使用（さくらんぼ果汁0.15%） | [ 28 ]        |
| 2015年6月2日〜          | ヨーグルト                                    | | [ 29 ]        |
| 2015年7月14日〜         | ミックスベリー                                | ラズベリー、ストロベリー、クランベリーを使用 | [ 30 ]        |
| 2015年9月1日〜          | 紫いも                                        | 2014年9月の同名商品の評価を受け販売。 | [ 31 ]        |
| 2015年10月6日〜         | 巨峰                                          | | [ 32 ]        |
| 2016年2月23日〜3月下旬  | はちみつレモン                                | | [ 33 ]        |
| 2016年5月11日〜6月下旬  | 甘夏みかん                                    | | [ 34 ]        |
| 2016年6月22日〜7月下旬  | 沖縄パイン                                    | “夏シェイク”シリーズ第1弾 パイナップルの産地である沖縄県では2016年6月15日より先行販売                                                                                               | [ 35 ] [ 36 ] |
| 2016年7月20日〜8月中旬  | ヨーグルト味                                  | “夏シェイク”シリーズ第2弾 | [ 37 ]        |
| 2016年8月17日〜9月下旬  | もも                                          | “夏シェイク”シリーズ第3弾 | [ 38 ]        |
| 2016年9月21日〜10月     | 森永ミルクキャラメル                          | | [ 39 ]        |
| 2017年3月22日〜4月下旬  | 北海道メロン                                  | | [ 40 ]        |
| 2017年4月26日〜5月下旬  | 完熟キウイ                                    | | [ 41 ]        |
| 2017年5月24日〜6月下旬  | ベリーベリーベリー                            | ラズベリー、クランベリー、ストロベリーを原料として使用 | [ 42 ]        |
| 2017年6月21日〜8月上旬  | カルピス                                      | | [ 43 ]        |
| 2017年8月2日〜9月中旬   | もも&もも                                     | | [ 44 ]        |
| 2017年9月13日〜10月     | チェルシー                                    | 明治の同名菓子とのコラボレーション商品であり、風味はバタースコッチである | [ 45 ]        |
| 2018年3月28日〜5月中旬  | カフェオーレ                                  | 江崎グリコの「カフェオーレ」とのコラボレーション商品 | [ 46 ]        |
| 2018年5月16日〜6月下旬  | 森永ミルクキャラメル                          | | [ 47 ]        |
| 2018年6月27日〜8月下旬  | カルピス                                      | | [ 43 ]        |
| 2018年8月29日〜9月下旬  | もも3種入れちゃいました                       | | [ 48 ]        |
| 2018年9月26日〜10月     | 紫いも                                        | | [ 49 ]        |
| 2019年5月15日〜6月下旬  | 4種のベリー                                   | 「 ベリーベリーベリー」で用いた3種のベリーに、ブルーベリーを加えた商品 | [ 42 ]        |
| 2019年6月26日〜8月上旬  | ヨーグルト                                    | | [ 50 ]        |
| 2019年8月7日〜10月      | 巨峰                                          | | [ 51 ]        |
| 2019年9月18日〜10月中旬 | マウントレーニア カフェラッテ味               | 「マウントレーニア」とのコラボレーション | [ 52 ]        |
| 2020年4月13日〜5月中旬  | プッチンプリン                                | Sサイズのみ数量限定パッケージにて提供。また、トッピング用のカラメルソースも50円で販売された。                                                                                       | [ 53 ]        |
| 2020年5月20日〜6月中旬  | 森永ラムネ                                    | | [ 2 ]         |
| 2020年7月17日〜8月中旬  | バナナ                                        | アニメ映画『ミニオンズ』とのコラボレーション商品 | [ 54 ]        |
| 2020年8月19日〜9月中旬  | ヨーグルト                                    | ドラえもん50周年記念の一環として販売 | [ 55 ]        |
| 2021年4月21日～         | ミルキーのままの味                            | 菓子『ミルキー』とのコラボレーション商品 | [ 56 ]        |
| 2021年6月11日〜9月中旬  | 黄桃味                                        | 『ポケットモンスター』とのコラボレーション商品 | [ 57 ]        |
| 2021年7月21日〜8月下旬  | マスカットアレキサンドリア                    | 創業50周年企画の一環で、2005年に登場した同名商品のリニューアル | [ 58 ]        |
| 2022年4月27日〜5月下旬  | 辻利抹茶ラテ                                  | | [ 59 ]        |
| 2022年6月8日〜7月上旬   | カルピス                                      | | [ 60 ]        |
| 2022年8月5日〜9月上旬   | ドラえもん ラムネ                             | 漫画『ドラえもん』とのコラボレーション商品 | [ 61 ]        |
| 2022年9月14日〜10月下旬 | 安納芋のスイートポテト味の月見 マックシェイク | | [ 62 ]        |
| 2023年6月7日〜7月上旬   | 北海道産夕張メロン                            | | [ 63 ]        |
| 2024年6月5日〜          | ソルトライチ                                  | | [ 64 ]        |
| 2024年9月4日〜          | 月見 マックシェイク カスタードプリン味        | | [ 65 ]        |
| 2024年10月30日〜        | グリマスシェイク                              | マクドナルドのマスコットキャラクター・グリマスをモチーフとした、ブルーベリーヨーグルト風味のシェイク 日本国外においては2023年から展開されていた                                     | [ 67 ]        |
| 1989年頃                | ハチミツオレンジ                              | | [ 68 ]        |

## アメリカ合衆国

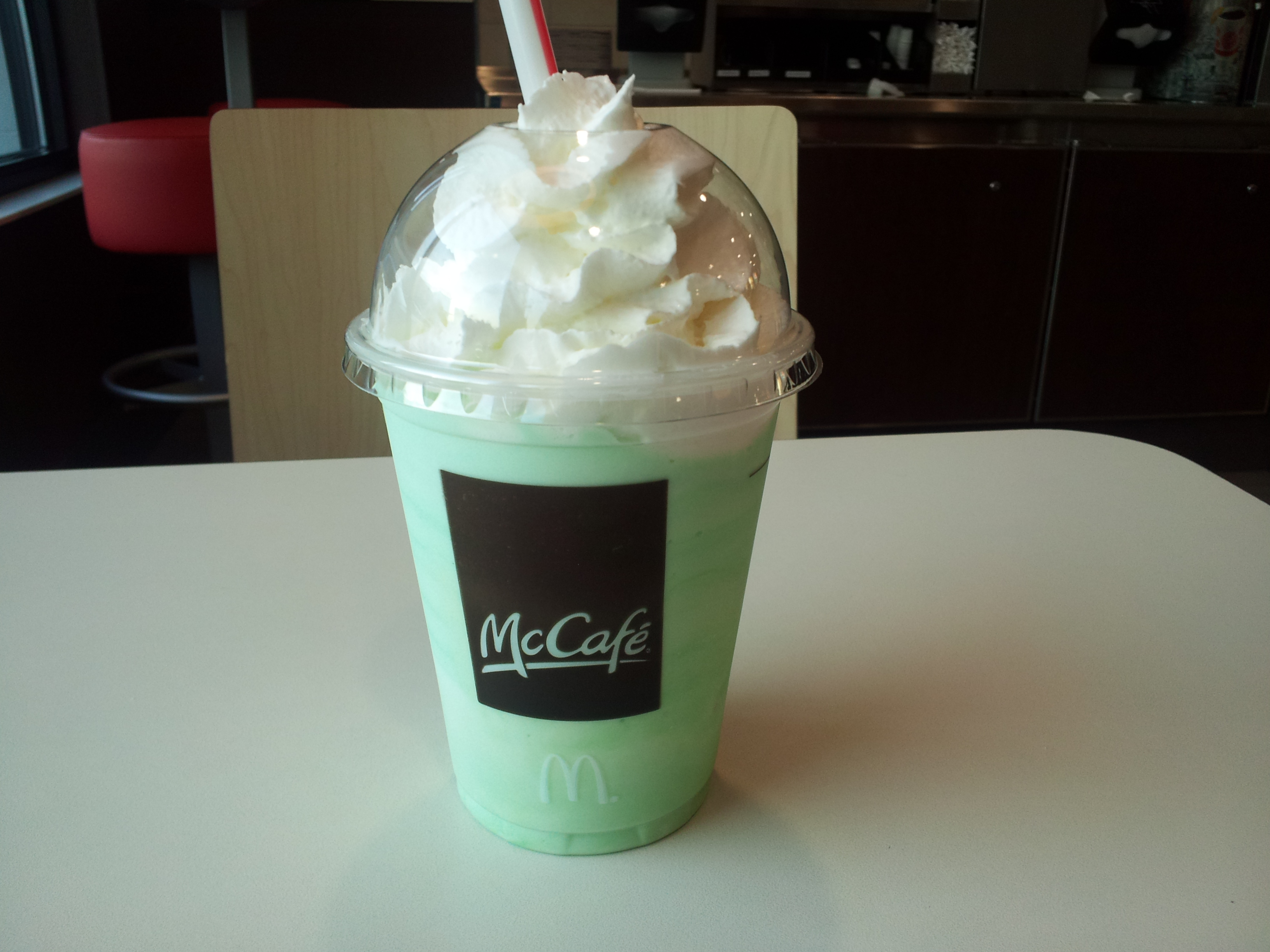
シャムロック・シェイク

アメリカのマクドナルドにはSサイズとMサイズのほかLサイズ（888ml）のシェイクがある。これらは日本のマックシェイクのサイズと対応しているわけではなく、アメリカのMサイズのシェイクは日本のLサイズのシェイクよりも大きい。
アメリカのマクドナルドのシェイクは、日本のマックシェイクよりも味は甘く、ホイップクリームがのっているのが特徴である。